# يوديد
اليوديد عبارة عن أنيون لعنصر اليود وهو يحمل الشحنة -1. تسمى المركبات الكيميائية الحاوية على ذلك الأنيون باليوديدات. إما أن تكون هذه المركبات أيونية مثل يوديد السيزيوم أو تساهمية مثل ثلاثي يوديد الفوسفور. 

## تفاعل الكشف
يكشف عن مركبات اليوديدات بإضافة بضع قطرات من حمض ما وذلك لتنحية وجود أنيون الكربونات في الوسط، ثم بإضافة نترات الرصاص الثنائي، حيث نحصل على راسب أصفر من يوديد الرصاص الثنائي. 
أغلب أملاح اليوديدات باستثناء يوديد الرصاص ويوديد الفضة هي أملاح منحلة، وتتميز بأن لها قدرة على حل عنصر اليود بشكل أفضل من الماء النقي حيث يتشكل معقد ثلاثي يوديد البني -I3 حسب المعادلة:
I−(aq) + I2(s) ⇌ I3−(aq)